# Sacerdotalis caelibatus
Sacerdotalis caelibatus est une encyclique du pape Paul VI datant de juin 1967 traitant du sujet du célibat sacerdotal. Elle défend la légitimité de cette tradition.